# عبدالحسین
عبدالحسین نام کوچک برای مردان است. افراد شاخص با این نام عبارتند از:
- میرعبدالحسین نقیب‌زاده
- عبدالحسین امینی
- عبدالحسین بهنیا
- عبدالحسین زرین‌کوب
- عبدالحسین عترتی لاهیجی
- عبدالحسین حائری
- عبدالحسین سعیدیان
- عبدالحسین مختاباد
- عبدالحسین نوشین
- عبدالحسین جلالیان
- عبدالحسین سپنتا
- عبدالحسین وهاجی
- عبدالحسین روح‌الامینی
- عبدالحسین آیتی
- عبدالحسین سمیعی
- عبدالحسین مینوسپهر
- عبدالحسین صنعتی‌زاده
- عبدالحسین نیک‌گوهر
- عبدالحسین شهنازی
- میرزا عبدالحسین شیبانی
- عبدالحسین میرزا فرمانفرما
- عبدالحسین اعتبار
- عبدالحسین راجی
- عبدالحسین وهاب‌زاده